# Westelijke Sajan
De Westelijke Sajan (Russisch: Западный Саян; Zapadny Sajan) is een bergketen gelegen in het zuiden van Siberië, dat onderdeel vormt van de Zuid-Siberische gebergtes. De Westelijke Sajan vormt samen met de Oostelijke Sajan het Sajangebergte. De Westelijke Sajan ligt in het noorden van de autonome republiek Toeva en het zuiden van de kraj Krasnojarsk en autonome republiek Chakassië. Het massief verloopt over een lengte van ongeveer 650 kilometer en met een breedte van ongeveer 80 tot 200 kilometer grofweg in westzuidwestelijke richting tussen de bovenloop van de rivier Abakan in het westen en de samenkoming met de Oostelijke Sajan (die zich ten noordoosten van het bergmassief bevindt) in de bovenlopen van de rivieren Kazyr, Tsjoena (Oeda) en Kizji-Chem in het oosten. In het westen grenst het aan het Sjapsjalgebergte (Oostelijke Altaj) en het Abakangebergte (Koeznetskse Alataoe), in het noorden aan de Minoesinskdepressie en in het zuiden aan de Toevadepressie.
De rivier Jenisej, die ontspringt in de Oostelijke Sajan, stroomt vanuit het zuiden dwars door de Westelijke Sajan en scheidt deze in twee delen. De westelijke helft bereikt veelal hoogten van 2.800 à 3.000 en herbergt ook de hoogste bergpiek van de Westelijke Sajan, de Kyzyl-Tajga, met een hoogte van 3.121 m. De oosthelft van de Westelijke Sajan is lager en daalt tot bijna 2.000 meter.

## Klimaat
Het klimaat in de Westelijke Sajan is sterk continentaal. De gemiddelde temperatuur ligt in januari tussen de –17 en –25°C op hoogten tussen 900 en 1.300 meter. In juli ligt de gemiddelde temperatuur op deze hoogten tussen de 12 en 14°C. Op de zuidwestelijke hellingen valt tot 800 mm per jaar, terwijl dit op de noordelijke uitlopers rond de 400 mm ligt en in de oostelijke en zuidoostelijke hellingen op niet meer dan 300 mm. In de hooggebergten bevinden zich circa 190 gletsjers met een gezamenlijke oppervlakte van 30 km².

## Natuurreservaten in de Westelijke Sajan
- Natuurpark Ergaki.
- Biosfeerreservaat Sajano-Sjoesjenski.
- Zapovednik Chakasski (deelgebieden: Zaimka Lykovych en Kleine Abakan).
- Biosfeerreservaat Uvs Nuurbekken (deelgebieden: Chan-Deer en Kara-Chol).